# Эрбиль, Деврим
Деврим Эрбиль (род. 16 сентября 1937, Ушак) — турецкий художник-абстракционист. Государственный артист Турции (1991).

## Биография
Родился 16 сентября 1937 года в Ушаке в семье Надиде и Решата Эрбилей. В 1940 году они переехали в ил Балыкесир. Там же Деврим получил школьное образование. В 1954-59 годах учился в Университете изящных искусств в Стамбуле.
После этого работал с Бедри Рахми Эюбоглу, Джемалем Толлу и Джеватом Дерели. Приняв участие в ряде коллективных выставок, привлёк внимание своими работами. Благодаря этому получил стипендию от испанского правительства, на которую посетил Испанию, Италию и Францию.
В 1979-82 годах был директором Стамбульского музея живописи и скульптуры.
Преподавал в Университете изящных искусств.
Лауреат ряда премий. В 2004 году в иле Балыкесир был открыт музей Деврима Эрбиля.

## Художественный стиль
Работы Деврима Эрбиля нарисованы в абстрактном стиле. На них, как правило, изображены различные ландшафты, как если бы на них смотрели с высоты. Отличительными особенностями его работ являются большое количество деталей и пренебрежение линейной перспективой.